# Niederdeutscher Bühnenbund
Im Niederdeutschen Bühnenbund (NBB) ist die Mehrzahl der niederdeutschen Bühnen organisiert. Er wurde 1927 gegründet und besteht heute in den drei Niederdeutschen Bühnenbünden Niedersachsen und Bremen, Schleswig-Holstein und Mecklenburg-Vorpommern fort.

## Entstehung
Feste Strukturen bekam das niederdeutsche Theaterspiel der Neuzeit 1919 mit der Gründung der Niederdeutschen Bühne Hamburg (heute Ohnsorg-Theater), die aus Richard Ohnsorgs Dramatischer Gesellschaft hervorging. In der Folge gründeten sich in den 1920er Jahren viele weitere niederdeutschen Bühnen, wie 1920 in Bremen-Rablinghausen, Oldenburg und Leer, 1922 in Stade, 1923 in Aurich, 1927 in Delmenhorst, 1928 in Varel und Gröpelingen und 1932 in Brake und Rüstringen (heute Wilhelmshaven).
Am 4. Oktober 1924 trafen sich rund 70 Teilnehmer zur Bestandsaufnahme über das niederdeutsche Bühnenwesen in der Hamburger Universität. Das Treffen war der erste Niederdeutsche Bühnentag. Die Gründung eines Archivs für niederdeutsche Bühnenkunde am Germanischen Seminar der Universität Hamburg und die Einrichtung einer Zeitschrift für niederdeutsche Literatur und Bühnenkunst, Schimmelreiter, wurden beschlossen.

### Gründung Dachorganisation Bühnenbund
Die Gründung der Dachorganisation Niederdeutscher Bühnenbund erfolgte am 25. September 1927 im Rahmen des dritten Niederdeutschen Bühnentages in Oldenburg durch Vertreter von 18 Niederdeutschen Bühnen. Der Gründungsvorstand bestand aus Klaus Witt (Niederdeutsche Bühne Flensburg), der Obmann wurde, August Frese (Niederdeutsche Bühne Oldenburg, später August-Hinrichs-Bühne), Karl Krickeberg (Niederdeutsche Bühne Rostock) und Bruno Peyn (Hamburg). Der Zweck des Bühnenbundes war, die Verbindung zwischen den einzelnen Niederdeutschen Bühnen herzustellen und die Interessen der Niederdeutschen Bühnen zwischen den Bühnentagen zu vertreten. Der Bühnenbund reichte von Emden bis Stralsund.
Dieser Einzugsbereich war sehr groß, so dass schnell auch Regionalisierungstendenzen stattfanden. So gründete sich Anfang der 1930er Jahre unter Leitung des Oldenburgers Fritz Hoopts die „Westgruppe“. Sie war damit der direkte Vorläufer des heutigen Niederdeutschen Bühnenbundes Niedersachsen und Bremen. Aufgrund des Mangels von Spielmöglichkeiten der Bühnen ab 1943 kam die Tätigkeit der niederdeutschen Bühnen des Bühnenbundes zum Erliegen.
Der Bühnenbund gründete sich neu am 1. Juni 1947 in Lübeck durch Vertreter von 26 Niederdeutschen Bühnen. Es wurde festgelegt, dass nur Berufsbühnen und qualitativ anerkannte niederdeutsche Amateurbühnen, die sich Niederdeutsche Bühne nennen durften, Mitglieder des Bühnenbundes sein konnten, nicht aber Speeldeelen und Spielscharen. Die Aufnahme in den Bühnenbund war an einen Qualitätsnachweis gebunden, der in Form einer Inszenierung aus dem laufenden Spielbetrieb zu erbringen war. Bestrebungen den Namen Niederdeutsche Bühne rechtlich zu schützen wurden unternommen, aber nicht zu Ende geführt. 1948 hatte der Bühnenbund noch eine einheitliche Organisation und seine höchste Mitgliederzahl mit drei Berufsbühnen, das Ohnsorg-Theater in Hamburg und die Niederdeutschen Bühnen in Kiel und Bremen sowie 37 Niederdeutsche Bühnen im Amateurstatus.

### Regionalisierung des Bühnenbundes
Bereits am 6. September 1947 begann in Braunschweig wieder eine Regionalisierung des Bühnenbundes, da sich die Landesgruppe Niedersachsen unter der Leitung von Obmann Heinz Ohlendorf von der Niederdeutschen Bühne Braunschweig gründete. Am 21. April 1951 kam das Bundesland Bremen hinzu und es gründete sich die Landesgruppe Niedersachsen und Bremen. Erster Obmann wurde Carl Hinrichs aus Oldenburg, Stellvertretender Obmann und Kassenführer wurde Willy Beutz aus Wilhelmshaven, Schriftführer wurde Walter Ernst aus Bremen. Am 10. Juni 1961 wurde Willy Beutz zum Vorsitzenden und Walter Ernst zum stellvertretenden Vorsitzenden der Landesgruppe gewählt.
Im März 1964 wurde die Organisationsform des Bühnenbundes geändert. Das Präsidentenamt wurde abgeschafft, weil es nur noch zu Repräsentationszwecken diente. Im Vorsitz des Bühnenbundes wechselten sich die jeweiligen Landesvorsitzenden ab. Am 6. Februar 1971 fand eine weitere, letzte organisatorische Änderung statt. Die Satzung des Bühnenbundes wurde mit Wirkung vom 1. Januar 1971 außer Kraft gesetzt. Die Funktionen des bisherigen Präsidiums fielen auf die Landesgruppen, die selbständig in eigener Verantwortung als Niederdeutscher Bühnenbund Niedersachsen und Bremen und Niederdeutsche Bühnenbund Schleswig-Holstein wirkten und dabei eine gewisse Form der Dachorganisation beibehielten, in dem jährliche Arbeitstreffen auf Vorstandsebene stattfinden und alle drei Jahre ein Großer Gemeinsamer Bühnentag aller Bühnenbünde stattfindet.
Nach 1989 hat sich aus den Niederdeutschen Bühnen des Landes Mecklenburg-Vorpommern der Niederdeutsche Bühnenbund Mecklenburg-Vorpommern gegründet, der sich der lockeren Form der Zusammenarbeit der beiden anderen Bühnenbünde Schleswig-Holstein und Niedersachsen und Bremen angeschlossen hat.

### Immaterielles Kulterbe
2014 wurde aufgrund des länderübergreifenden Antrages der drei Niederdeutschen Bühnenbünde Niedersachsen und Bremen (federführend), Schleswig-Holstein und Mecklenburg-Vorpommern das Niederdeutsche Theater von der Deutschen UNESCO-Kommission e. V. in das bundesweite Verzeichnis des immateriellen Kulturerbes aufgenommen. Das Expertenkomitee würdig damit die lebendige Weitergabe von Tradition mit lokal-regionaler Verankerung.

### Rostocker Resolution
Die Niederdeutschen Bühnenbünde von Mecklenburg-Vorpommern, Niedersachsen-Bremen und Schleswig-Holstein verabschieden anlässlich ihrer gemeinsamen Tagung am 7. Juni 2015 die nachfolgende Erklärung:
Das Niederdeutsche Theater steht seit 2014 auf der deutschen Liste nach der UNESCO-Konvention zum Schutz des immateriellen Kulturerbes. Rund 4.000 Gruppen mit 40.000 bis 50.000 Mitwirkenden sind derzeit aktiv in das vielfältige und lebendige plattdeutsche Bühnenangebot eingebunden. Die Zukunft vieler Theatergruppen, insbesondere in ländlichen Regionen ist aufgrund des fortdauernden Strukturwandels und der demographischen Entwicklung erheblich gefährdet. Nur dem verstärkten Einsatz der Bühnenvorstände vor Ort und der drei Bühnenbünde ist es zu verdanken, dass das Niederdeutsche Theater seinen anerkannten kulturellen Auftrag erfüllen kann.
Die Vertreter der Bühnen und ihrer Dachorganisationen sind dankbar für die bisher gewährten Formen staatlicher Unterstützung. Die Niederdeutschen Bühnenbünde sehen in diesem nationalen Eintrag eine Anerkennung ihrer zumeist ehrenamtlich geleisteten Arbeit. Unzweifelhaft aber verpflichtet der Status „Weltkulturerbe“ sowohl die Bühnen und ihre Organisationen wie auch den Bund, die Länder und Gemeinden in ganz besonderer Weise. Die Niederdeutschen Bühnenbünde fordern die kulturpolitisch Verantwortlichen beim Bund, in den Ländern und Gemeinden auf, den kulturellen Wert der niederdeutschen Bühnenarbeit anzuerkennen, ihre Kontinuität zu gewährleisten und ihre Zukunft sicherzustellen.
Die Aufmerksamkeit ist dabei in gleicher Weise auf das Theaterspiel wie auf die plattdeutsche Sprache zu richten. Die Niederdeutschen Bühnenbünde und das Institut für niederdeutsche Sprache sind mit ihren Strukturen und Kompetenzen in besonderer Weise gefordert. Bund, Länder und Kommunen mögen Sorge tragen für ein Gesamtkonzept zur Sicherung und zum Ausbau des niederdeutschen Theaters.

### Gemeinsame Bühnentage
mit Schleswig-Holstein

1952 in Hamburg

1954 in Cuxhaven

1956 in Preetz

1958 in Bremen

1960 in Neumünster

1962 in Bremen

1964 in Neumünster

1966 in Bremen

1980 in Kiel

1983 in Bremen

1986 in Lübeck

1989 in Wilhelmshaven

1991 in Verden
der drei Bühnenbünde

1994 in Rendsburg

1997 in Neubrandenburg

1999 in Cuxhaven

2003 in Lübeck

2006 in Wismar

2009 in Wilhelmshaven

2012 in Flensburg

2015 in Rostock

## Mitglieder

### Niedersachsen und Bremen
- Niederdeutsches Theater Aurich
- Niederdeutsche Bühne Brake
- Niederdeutsche Theater Braunschweig
- Niederdeutsche Bühne Bremerhaven Waterkant (siehe bei Stadttheater Bremerhaven)
- Niederdeutsche Bühne Cuxhaven
- Niederdeutsches Theater Delmenhorst
- Niederdeutsche Theater Emden
- Kolping-Theater Haselünne
- Niederdeutsche Theater Neuenburg
- Niederdeutsche Bühne Norden
- Niederdeutsche Bühne Nordenham
- August-Hinrichs-Bühne am Oldenburgischen Staatstheater
- Niederdeutsche Theater Osterholz-Scharmbeck
- Niederdeutsche Bühne Varel
- Niederdeutsche Bühne Wiesmoor
- Theater am Meer – Niederdeutsche Bühne Wilhelmshaven

Die Niederdeutsche Bühne Buxtehude „Speeldeel van de Est“ hat den Bühnenbund verlassen, da sie nicht die notwendigen zwei Inszenierungen pro Jahr im Spielplan hat.
Die Mitgliederversammlung der Niederdeutschen Bühne „Speeldeel“ Jever e. V. hat am 26. Mai 2011 die Auflösung des Vereins beschlossen.

### Schleswig-Holstein
- Niederdeutsche Bühne  Ahrensburg
- Niederdeutsche Bühne Elmshorn
- Niederdeutsche Bühne Flensburg
- Niederdeutsche Bühne Glückstadt
- Niederdeutsche Bühne Husum
- Niederdeutsche Bühne  Itzehoe
- Niederdeutsche Bühne Kiel
- Junge Lüüd ut Löwenstedt
- Niederdeutsche Bühne  Lübeck
- Niederdeutsche Bühne  Neumünster
- Niederdeutsche Bühne Nordangeln
- Niederdeutsche Bühne Preetz
- Niederdeutsche Bühne Rendsburg
- Schleswiger Speeldeel
- Theaterverein Süsel
- Niederdeutsche Bühne Westerland

### Mecklenburg-Vorpommern
- Niederdeutsche Bühne Neubrandenburg
- Niederdeutsche Bühne Rostock
- Niederdeutsche Bühne Stralsund
- Niederdeutsche Bühne im Theater Wismar

- Schönbarger Späldäl

## Allgemeines und Ziele
Der Bühnenbund wird bereits seit 1953 vom Land Niedersachsen gefördert. Seit vier Jahren als Teil der Säule Kulturelles Erbe über den Niedersächsischen Heimatbund. Die ihm angeschlossenen Bühnen und Theater sind eigenständig und arbeiten überwiegend unter professioneller Anleitung und erfüllen ihre Aufgabe auf ideeller und gemeinnütziger Basis. Der Bund will über das Theaterspiel die Erhaltung und Pflege der Niederdeutschen Sprache sowie das niederdeutsche Schauspiel und Drama fördern.
Weiterhin veranstaltet er Aus- und Fortbildungsmaßnahmen für Atem und Phonetik, Beleuchtung, Bühnenbildgestaltung und -bau, Dramaturgie, Schminken und Maske, Regie, Gesang und Schauspielunterricht. Zur Verbesserung der darstellerischen Qualität werden zusätzlich Berufsregisseure für die dem Bühnenbund angeschlossenen Bühnen verpflichtet.
Seit 2008 veranstaltet der Bühnenbund regelmäßig Theatertreffen mit den Theaterschulen für Kinder und Jugendliche der dem Bühnenbund angeschlossenen Bühnen und Theater.

### Bisherige Treffen
- 2008:   1. Niederdeutsches Jugendtheaterfestival in Neuenburg, 140 Teilnehmer und 9 Präsentationen.
- 2009:   Jugendtheaterworkcamp in Wilhelmshaven (im Rahmen des Großen Gemeinsamen Bühnentages), 120 Teilnehmer und eine gemeinsame Präsentation.
- 2010:   2. Niederdeutsches Jugendtheaterfestival in Osterholz-Scharmbeck, 170 Teilnehmer und 8 Präsentationen.
- 2011:   3. Niederdeutsches Jugendtheaterfestival in Oldenburg, 180 Teilnehmer und 10 Präsentationen.
- 2012:   4. Niederdeutsches Jugendtheaterfestival in Cuxhaven, 190 Teilnehmer und 11 Präsentationen.
- 2013:   5. Niederdeutsches Jugendtheaterfestival in Drangstedt bei Bremerhaven, 210 Teilnehmer und 11 Präsentationen.
- 2014:   6. Niederdeutsches Jugendtheaterfestival in Wiesmoor, 260 Teilnehmer und 13 Präsentationen.
- 2015:   7. Niederdeutsches Jugendtheaterfestival in Brake, 250 Teilnehmer und 15 Präsentationen.
- 2016:   8. Niederdeutsches Jugendtheaterfestival in Wiesmoor, 230 Teilnehmer und 14 Präsentationen.
- 2017:   9. Niederdeutsches Jugendtheaterfestival in Osterholz-Scharmbeck, 200 Teilnehmer und 12 Präsentationen.
- 2018: 10. Niederdeutsches Jugendtheaterfestival in Ganderkesee. 180 Teilnehmer mit 12 Präsentationen.
- 2019: 11. Niederdeutsches Jugendtheaterfestival in Varel. 150 Teilnehmer mit 7 Präsentationen und 4 Workshops.
- 2020 und 2021  (wegen Corona-Pandemie jeweils um ein Jahr verschoben)
- 2022: 12. Niederdeutsches Jugendtheaterfestival in Haselünne. 130 Teilnehmende mit 8 Präsentationen und 3 Workshops.
- 2023: 13. Niederdeutsches Jugendtheaterfestival in Haselünne. 110 Teilnehmende mit 7 Präsentationen und 1 Workshop.
- 2024: 14. Niederdeutsches Jugendtheaterfestival in Neuenburg. 120 Teilnehmende mit 7 Präsentationen und 1 Workshop.

## Präsidenten des Bühnenbundes Niedersachsen und Bremen
- Willy Beutz: 1961–1980, danach Ehrenpräsident († 11. Mai 1986)
- Walter Ernst: 1980–1986, danach Ehrenpräsident († 24. Dezember 2012)
- Arnold Cordsen: 1986–1995, danach Ehrenpräsident († 12. April 2015)
- Karin Evers-Meyer: 1995–2005, danach Ehrenpräsidentin
- Arnold Preuß: seit 2005 – heute[6]

## Fachgruppe Niederdeutsche Bühnen
Die sieben angeschlossenen Bühnen und Theater des Oldenburger Landes (Brake, Delmenhorst, Neuenburg, Nordenham, Oldenburg, Varel und Wilhelmshaven) bilden zugleich die Fachgruppe Niederdeutsche Bühnen der Oldenburgischen Landschaft.

## Besucher, Inszenierungen, Aufführungen
| Vergleichszahlen | Inszenierungen | Aufführungen | Besucher  | Besucherschnitt |
| 2000             | 62             | 758          | 150.942   | 199             |
| 2001             | 59             | 758          | 149.014   | 197             |
| 2002             | 64             | 748          | 145.520   | 195             |
| 2003             | 55             | 727          | 128.888   | 177             |
| 2004             | 60             | 715          | 128.787   | 176             |
| 2005             | 63             | 803          | 139.955   | 174             |
| 2006             | 61             | 713          | 129.942   | 182             |
| 2007             | 58             | 715          | 131.651   | 181             |
| 2008             | 65             | 774          | 142.161   | 177             |
| 2009             | 62             | 758          | 138.402   | 183             |
| 2010             | 62             | 816          | 142.035   | 174             |
| 2011             | 59             | 763          | 124.163   | 163             |
| 2012             | 65             | 752          | 134.353   | 179             |
| 2013             | 58             | 754          | 126.583   | 168             |
| 2014             | 59             | 703          | 119.409   | 170             |
| 2015             | 60             | 669          | 105.402   | 157             |
| 2016             | 60             | 656          | 115.477   | 176             |
| 2017             | 69             | 703          | 114.571   | 163             |
| 2018             | 67             | 710          | 106.431   | 150             |
| 2019             | 63             | 694          | 113.095   | 163             |
| 2020             | 27             | 237          | 26.169    | 110             |
| Gesamt           | 1.258          | 14.926       | 2.612.752 | 175             |
| ---------------- | -------------- | ------------ | --------- | --------------- |

| 2020 wegen Corona-Pandemie deutlich geringere Spieltätigkeit

## Willy-Beutz-Schauspielpreis
Willy Beutz, früher Präsident des Niederdeutschen Bühnenbundes Niedersachsen und Bremen, stiftete 1975 Willy-Beutz-Preis zur Förderung des Niederdeutschen Schauspiels, ein Wanderpreis verbunden mit einem Geldbetrag. Erster Preisträger war 1977 die Niederdeutsche Bühne Cuxhaven.
Der Preis, inzwischen eine Wandertafel verbunden mit dem Geldpreis, wird alle zwei Jahre vergeben. Prämiert werden Inszenierungen von Schauspielen und Dramen von Mitgliedsbühnen des Bühnenbundes in der von einer Fachjury begutachtet Rangfolge. Seit 2010 werden der 1. bis 3. Preis vergeben. Der Plätze werden jeweils mit 3.000, 2.000 und 1.000 Euro honoriert.

### Träger des 1. Preises
- 1977 in Brake: NDB (Niederdeutsche Bühne) Cuxhaven: Johanninacht von Konrad Hansen, Regie: Willy Doll
- 1979 in Oldenburg: NDB Neuenburg: Lüchtfuer von Bruno Peyn, Regie: Willi Ochsendorf
- 1981 in Bremen: August-Hinrichs-Bühne (AHB) Oldenburg: De Trallen von Günter Kühn, Regie: Rudolf Plent
- 1983 in Bremen: NDB Braunschweig: Schipp ahn Haben von Konrad Hansen, Regie: Hans Jürgen Heinze
- 1985 in Buxtehude: NDB Brake: Een Handvull Minsch von Konrad Hansen, Regie: Rudolf Plent
- 1987 in Emden: AHB Oldenburg: Maria Flint von Max Gerhardt und Hans Megow, Niederdeutsch von Günter Kühn, Regie: Rudolf Plent
- 1989 in Wilhelmshaven: NDB Brake: Dat Stück Land von J.B. Keane, Regie: Rudolf Plent
- 1991 in Verden: NDB Neuenburg: Amanita von Ingo Sax, Regie: Rudolf Plent
- 1993 in Nordenham: NDB Varel: Belinda von E. Harris, Regie: Hans Peter Renz
- 1995 in Bremerhaven: NDB Emden: Bahnmeester Dood von Hermann Boßdorf, Regie: Hans Peter Renz
- 1997 in Neubrandenburg: NDB Brake: Maria Flint von Max Gerhardt und Hans Megow, Niederdeutsch von Günter Kühn, Regie: Rudolf Plent
- 1999 in Cuxhaven: AHB Oldenburg: Rose Bernd von Gerhart Hauptmann, Regie: Hans Peter Renz
- 2001 in Nordenham: NDT (Niederdeutsches Theater) Osterholz-Scharmbeck: Sibirien von Felix Mitterer, Regie: Wolfgang Schenk/Liesel Staats
- 2003 in Delmenhorst: NDT Neuenburg: Tööv bit dat düster is von Frederick Knott, Regie: Armin Tacke
- 2005 in Bremerhaven: NDT Emden: Raadsheer Hero Thiemen von Johann F. Dirks, Regie: Wolfgang Rostock
- 2007 in Neuenburg (Friesland): AHB Oldenburg: Geesche Gottfried von Rainer Werner Fassbinder, Regie: Michael Uhl
- 2009 in Wilhelmshaven: Der Preis wurde nicht vergeben.
- 2010 in Bremerhaven: NDB Cuxhaven: De Speeldoos von Georg Kaiser, Regie: Bernhard Schrubka.
- 2012 in Flensburg: AHB Oldenburg: Goot gegen Nordwind von Daniel Glattauer, Niederdeutsch von Jürgen Witt. Regie: Dominik von Gunten.
- 2014 in Oldenburg: Theater am Meer – NDB Wilhelmshaven: Tööv, dat dat düster is von Frederick Knott, Niederdeutsch von Lore Moor. Regie: Bernd Poppe.
- 2016 in Emden: NDB Wiesmoor: De Kontrabass von Patrick Süskind. Regie: Elke Münch.
- 2018 in Delmenhorst: Theater am Meer – NDB Wilhelmshaven: Toeerst kummt de Familie von Joe DiPietro, Niederdeutsch von Stein/Petersen. Regie: Philip Lüsebrink[9]
- 2020 in Osterholz-Scharmbeck: Theater in OHZ (TiO), Scharmbecker-Speeldeel: Charlies Weg von Michael McKeever, Niederdeutsch von Werner Mahrenholz, Regie: Bernd Schröter.[10]
- 2023 in Wilhelmshaven: Niederdeutsche Bühne Brake: Afschoben (Keen Platz för Idioten) von Felix Mitterer, Niederdeutsch von Heide Tietjen, Regie: Philip Lüsebrink[11]
- 2025 in Ofenerfeld: Theater in Osterholz-Scharmbeck (TiO): Allens wat ick seker weet von Andrew Bovell, Deutsch von Maria Harpner und Anatol Preissler, Niederdeutsch von Ulrike Stern und Rolf Petersen, Regie: Ulf Goerges[12]

## Karl-Mahnke-Theaterpries
Der Theaterverlag Mahnke und die Niederdeutschen Bühnenbünde haben gemeinsam den Karl-Mahnke-Theaterpries für niederdeutsche Nachwuchsautoren bis 35 Lebensjahre ausgeschrieben. Der erste „Karl-Mahnke-Theaterpries“ wurde anlässlich des großen gemeinsamen Bühnentages der Norddeutschen Bühnenbünde von Niedersachsen, Bremen, Schleswig-Holstein und Mecklenburg-Vorpommern in Flensburg am 18. Mai 2012 an Felix Borchert aus Schleswig-Holstein für sein Schauspiel „Fastbunnen“ vergeben. „Die ungewöhnliche dramaturgische Gestaltung, das provokante Thema und die geschickt eingesetzten stilistischen Mittel machen das Stück zu einem außergewöhnlichen Theatertext“, urteilte die achtköpfige Jury. „Fastbunnen“ zeigt die Geschichte einer jungen Frau, die nach Freiheit strebt und deren Welt dadurch mit katastrophalen Folgen auf den Kopf gestellt wird.
- 2012 in Flensburg „Fastbunnen“ von Felix Borchert.

- 2015 in Hamburg „Morgen ist ok noch een Dagg“ von Ulrike Stern.

## Theaterfestival „Neue Niederdeutsche Dramaturgie“
Im Mai 2018 (25. – 27. Mai 2018) fand im Stadttheater Cuxhaven das 1 Theaterfestival Neue Niederdeutsche Dramaturgie statt. Im Mittelpunkt des Theaterfestivals standen sechs Inszenierungen von Ur- und Erstaufführungen von vier Niederdeutschen Bühnen und Theatern im Bereich des Bühnenbundes: Dat Vermächtnis van de Falkenborg vom Niederdeutschen Theater Delmenhorst, eine Aufführung der Jungs un Deerns, Honnig in’n Kopp vom Niederdeutschen Theater Neuenburg, Treck den Stecker ruut, dat Water kaakt vom Niederdeutschen Theater Braunschweig, My Fair Lady op Platt vom NT Delmenhorst, Bi mi to Huus, Klock fief? vom Theater am Meer in Wilhelmshaven und die Jugendgruppe des Kolping-Theaters in Haselünne mit An de Arche Klock acht.
Ferner wurden vier Darstellerpreise vergeben: Bester Darsteller in einer Hauptrolle: Fentke Stolle vom Niederdeutschen Theater Delmenhorst für die Rolle der Eliza in My Fair Lady op Platt und Dieter Trey vom Niederdeutschen Theater Neuenburg für die Rolle des Amandus in Honnig in’n Kopp. Jule Petershagen vom Niederdeutschen Theater Delmenhorst für eine Rolle in Dat Vermächtnis van de Falkenborg und Tammo Albers vom Niederdeutschen Theater Delmenhorst als Doolittle in My Fair Lady op Platt wurden als beste Darsteller in einer Nebenrolle ausgezeichnet.
Im Mai 2020 ist in Delmenhorst das 2. Theaterfestival Neue Niederdeutsche Dramaturgie geplant.